# Pfeiffera monacantha
Pfeiffera monacantha ist eine Pflanzenart aus der Gattung Pfeiffera in der Familie der Kakteengewächse (Cactaceae). Das Artepitheton monacantha leitet sich von den griechischen Worten monos für ‚eins‘, ‚einzeln‘ sowie akantha für ‚Dorn‘, ‚Stachel‘ ab.

## Beschreibung
Pfeiffera monacantha wächst epiphytisch und strauchig mit reich verzweigten, anfangs aufrechten, später hängenden Trieben. Die abgeflacht bis dreikantigen Triebsegmente sind bis zu 45 Zentimeter lang und 2 bis 3 Zentimeter breit. Ihre Ränder sind gesägt. Die gelblich bewollten Areolen tragen ein bis zwei kräftige, stechende, schwarze Dornen von 6 bis 10 Millimetern Länge.
Die orangefarbenen Blüten erscheinen seitlich in der Nähe der Triebspitzen. Sie sind bis zu 1,5 Zentimeter lang. Ihr Perikarpell ist kahl. Die kugelförmigen Früchte sind orangefarben bis hellrosafarben.

## Verbreitung, Systematik und Gefährdung
Pfeiffera monacantha ist im Südosten Boliviens in den Departamentos Cochabamba, Chuquisaca, Santa Cruz und Tarija sowie im Nordwesten Argentiniens in den Provinzen Jujuy und Salta in Höhenlagen von 300 bis 2000 Metern verbreitet.
Die Erstbeschreibung als Rhipsalis monacantha erfolgte 1879 durch August Grisebach. Paul V. Heath stellte die Art 1994 in die Gattung Pfeiffera. Weitere nomenklatorische Synonyme sind Hariota monacantha (Griseb.) Kuntze (1891), Acanthorhipsalis monacantha (Griseb.) Britton & Rose (1923) und Lepismium monacanthum (Griseb.) Barthlott (1987).
Es werden folgende Unterarten unterschieden:
- Pfeiffera monacantha subsp. monacantha
- Pfeiffera monacantha subsp. kimnachii (Doweld) Ralf Bauer

In der Roten Liste gefährdeter Arten der IUCN wird die Art als „Least Concern (LC)“, d. h. als nicht gefährdet geführt.

## Nachweise